# NGC 4242
NGC 4242 est une petite galaxie spirale intermédiaire de type magellanique relativement rapprochée, et située dans la constellation des Chiens de chasse. NGC 4242 a été découverte par l'astronome germano-britannique William Herschel en 1788.

## Caractéristiques
La classe de luminosité de NGC 4242 est IV-V et elle présente une large raie HI.

### Distance
Sa vitesse par rapport au fond diffus cosmologique est de 730 ± 15 km/s, ce qui correspond à une distance de Hubble de 10,8 ± 0,8 Mpc (∼35,2 millions d'al).
À ce jour, 13 mesures non basées sur le décalage vers le rouge (redshift) donnent une distance de 6,314 ± 1,490 Mpc (∼20,6 millions d'al), ce qui est à l'extérieur des valeurs de la distance de Hubble. Cette valeur est sans doute plus près de la distance réelle de NGC 4242, car cette galaxie est relativement rapprochée du Groupe local et les mesures indépendantes sont souvent assez différentes des distances de Hubble pour les galaxies rapprochées en raison de leur mouvement propre dans le groupe où l'amas où elles sont situées.

### Brillance de surface
En raison d'une brillance de surface égale à 14,10 mag/am2, on peut qualifier NGC 4242 de galaxie à faible brillance de surface (LSB en anglais pour low surface brightness). Les galaxies LSB sont des galaxies diffuses (D) avec une brillance de surface inférieure de moins d'une magnitude à celle du ciel nocturne ambiant.

## Morphologie

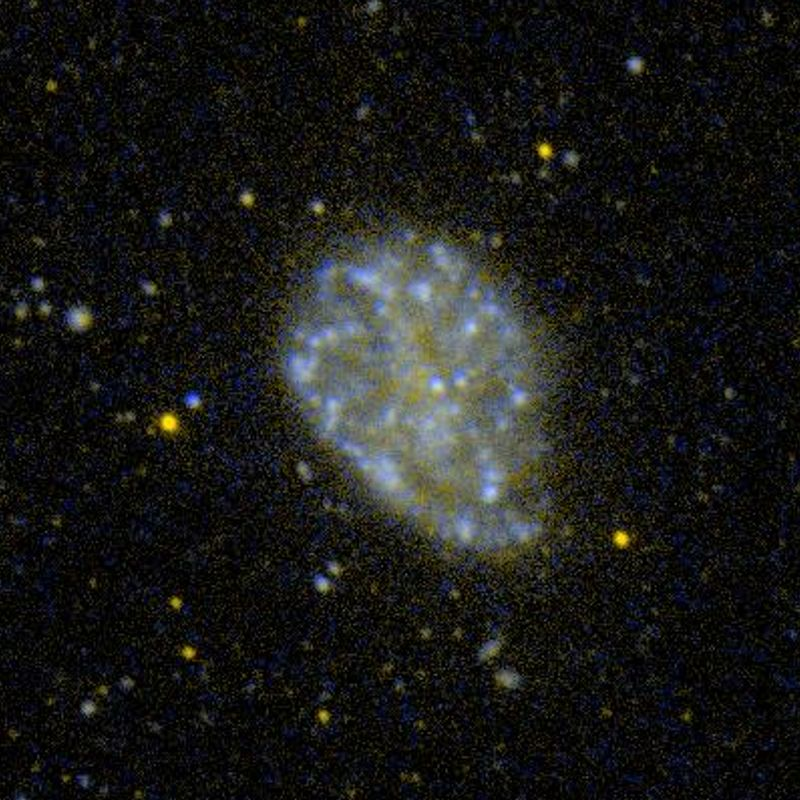
NGC 4242 en ultraviolet par le télescope spatial GALEX.
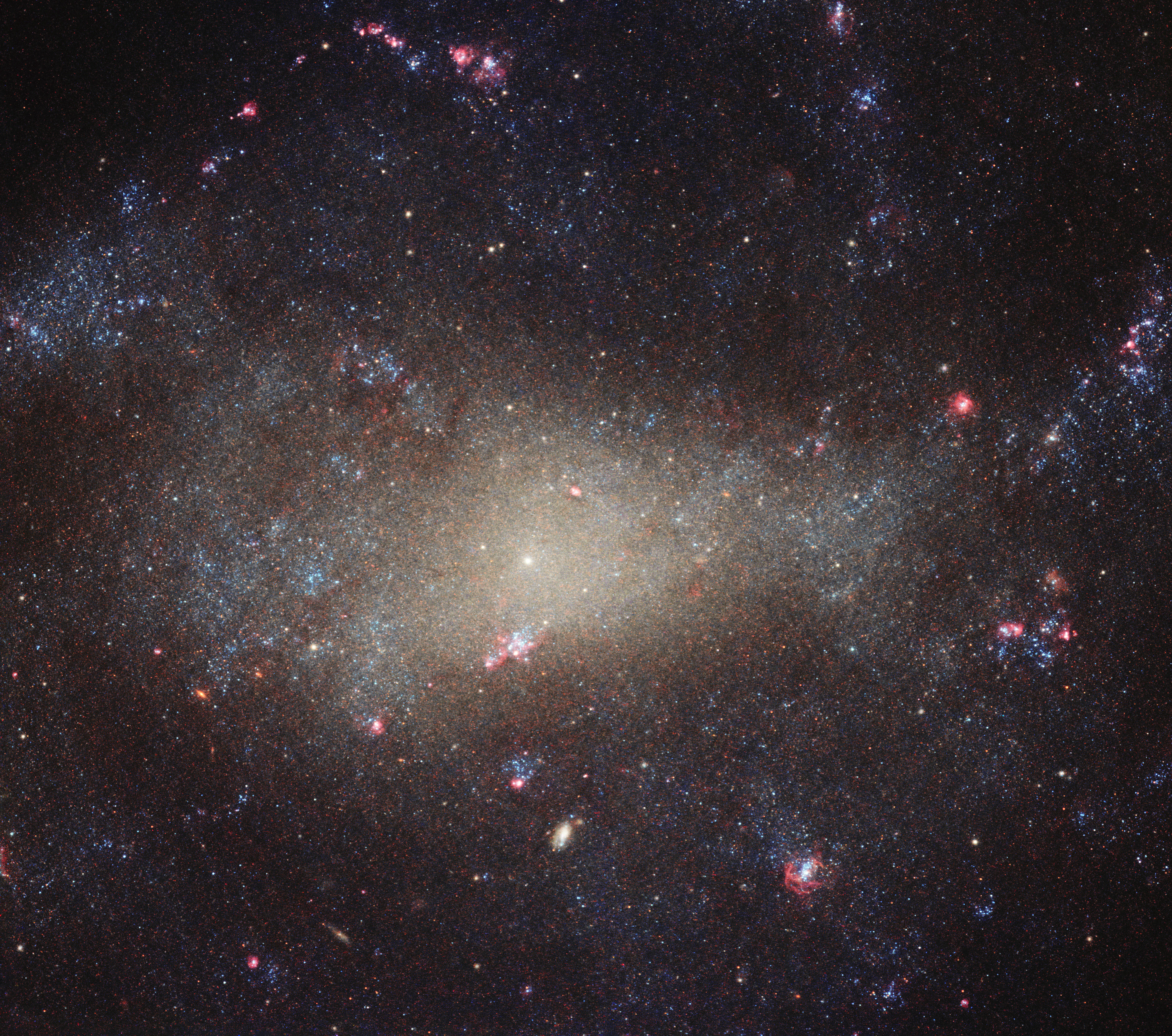
NGC 4242 par le télescope spatial Hubble.

NGC 4242 a été utilisée par Gérard de Vaucouleurs comme une galaxie de type morphologique SAB(s)m dans son atlas des galaxies,.
Eskridge, Frogel et Pogge ont publié un article en 2002 décrivant la morphologie de 205 galaxies spirales ou lenticulaires rapprochées. Les observations ont été réalisées dans la bande H de l'infrarouge et dans la bande B (le bleu). Selon Eskridge et ses collègues, NGC 4242 est de type SBdm dans la bande B et SBm dans la bande H. Le noyau ponctuel de NGC 4242 est de faible luminosité et il intégré dans un disque de très faible brillance de surface. Le disque central est allongé et sa brillance de surface est considérablement plus élevée que celle du disque externe. La brillance de surface du disque externe est très faiblee. NGC 4242 ne présente aucun signe de structure spiralé, mais quelques taches et quelques nœuds sont visibles.

## Supernova
La supernova SN 2002BU a été découverte dans NGC 4242 le 28 mars 2002 l'astronome amateur américain Tim Puckett et par S. Gauthier. Cette supernova était de type IIn/LBV.

## Groupe de M106 et de M101
Selon A.M. Garcia, la galaxie NGC 4242 fait partie d'un groupe de galaxies qui compte au moins 24 membres, le groupe de M106 (désigné comme NGC 4258 dans son article). Les autres membres du New General Catalogue de ce groupe sont NGC 4144, NGC 4248, NGC 4258, NGC 4449, NGC 4460, NGC 4485, NGC 4490, NGC 4618, NGC 4625 et NGC 4736. La galaxie IC 3687 ainsi que 12 galaxies du Uppsala General Catalogue (UGC) complètent le groupe.
D'autre part, dans un article publié en 1998, Abraham Mahtessian indique que NGC 4242 fait partie d'un groupe plus vaste qui compte plus de 80 galaxies, le groupe de M101. Plusieurs galaxies de la liste de Mahtessian se retrouvent également dans d'autres groupes décrits par A.M. Garcia, soit le groupe de NGC 3631, le groupe de NGC 3898, le groupe de M109 (NGC 3992), le groupe de NGC 4051, le groupe de M106 (NGC 4258) et le groupe de NGC 5457.
Plusieurs galaxies des six groupes de Garcia ne figurent pas dans la liste du groupe de M101 de Mahtessian. Il y a plus de 120 galaxies différentes dans les listes des deux auteurs. Puisque la frontière entre un amas galactique et un groupe de galaxie n'est pas clairement définie (on parle de 100 galaxies et moins pour un groupe), on pourrait qualifier le groupe de M101 d'amas galactique contenant plusieurs groupes de galaxies.

## Amas de la Grande Ourse et superamas de la Vierge
Les groupes de M101 et de M106 dont partie de l'amas de la Grande Ourse, l'un des amas galactiques du superamas de la Vierge.